# Daniel Mizonzo
Daniel Mizonzo (Nzaou-Mouyondzi, República do Congo, 29 de setembro de 1953) é um clérigo congolês e bispo católico romano de Nkayi.
Daniel Mizonzo recebeu o Sacramento da Ordem em 12 de julho de 1981.
Em 16 de outubro de 2001, o Papa João Paulo II o nomeou Bispo de Nkayi. O Papa o consagrou pessoalmente como bispo em 6 de janeiro de 2002; Os co-consagrantes foram os Arcebispos da Cúria Leonardo Sandri, Suplente da Seção de Assuntos Gerais da Secretaria de Estado, e Robert Sarah, Secretário da Congregação para a Evangelização dos Povos.